# Collades de Baix
Les collades de Baix són unes collades situades entre 1.019,5 i 1.076,4 metres d'altitud del terme municipal de Conca de Dalt (antic terme d'Hortoneda de la Conca), al Pallars Jussà.
Són al camí de pujada a Sant Corneli, a la part de llevant d'aquest serrat, prop d'on enllaça amb el cim de Montagut. Al seu est-nord-est hi ha les collades de Dalt, a poca distància. El seu territori pertanyia a l'antic poble del Mas de Vilanova o Vilanoveta.
Hi passa el camí de Sant Corneli, que des de les Collades segueix cap a ponent per tal de pujar al cim d'aquesta serra i muntanya. A l'entorn d'aquestes collades es configura la partida rural de les Collades de Baix.